# Stenocorus gorodinskii
Stenocorus gorodinskii är en skalbaggsart som beskrevs av Holzschuh 1999. Stenocorus gorodinskii ingår i släktet Stenocorus och familjen långhorningar. Inga underarter finns listade i Catalogue of Life.